# Лісова жаба жовтопляма
Лісова жаба жовтопляма (Leptopelis flavomaculatus) — вид земноводних з роду Лісова жаба родини Жаби-верескуни.

## Опис
Загальна довжина досягає 4,4—7 см. Спостерігається статевий диморфізм: самиці більші за самців. Зовні дуже нагадує хвилясту лісову жабу, але на відміну від нього перетинки між пальцями менш розвинені і не доходять до останніх фаланг. Забарвлення зелене або коричневе. Райдужина золотава. У зеленої фази відсутній темний сітчастий малюнок на спині, а по зеленому фону розкидані окремі невеликі жовті цятки, особливо помітні у молодих особин. Звідси й походить назва цього земноводного. У коричневої фази на світло-кремовому тлі спини темний трикутник, спрямований закругленою вершиною вперед.

## Спосіб життя
Полюбляє досить сухі напівлистопадні ліси серед саван на рівнинах, відсутня у вічнозелених вологих лісових масивах гірських систем. Зустрічається на висоті до 2000 м над рівнем моря. Активна вночі. Живиться комахами та іншими безхребетними.

## Розповсюдження
Поширена у Східній Африці: від півдня Кенії до центральних районів Мозамбіку. Зустрічається також у Зімбабве й Замбії.